# Maja Żuczkowa
Maja Żuczkowa (ros. Майя Жучкова; ur. 31 marca 1986) – rosyjska wioślarka.

## Osiągnięcia
- Mistrzostwa Świata – Poznań 2009 – dwójka bez sternika – 8. miejsce[1].
- Mistrzostwa Europy – Brześć 2009 – dwójka bez sternika – 2. miejsce[1].
- Mistrzostwa Europy – Montemor-o-Velho 2010 – dwójka bez sternika – 7. miejsce[1].